# 中瀬卓也
中瀬 卓也（なかせ たくや、1982年（昭和57年）11月19日 - ）は、日本の体操選手である。滋賀県立栗東高等学校、日本体育大学卒、徳洲会体操クラブ、滋賀県大津市出身。
9歳で体操を始め、大津市立日吉中学校の時には全国中学生大会に出場し跳馬で優勝。滋賀県立栗東高等学校の在学中には、1999年(岩手県)、2000年(岐阜県)と高校総体個人総合二連覇。2000年全日本ジュニア体操競技選手権大会 個人総合・種目別（ゆか・つり輪）優勝。
2006年世界選手権オーフス大会に日本代表として出場。団体3位に貢献し個人総合6位と活躍。
2007年世界選手権シュトゥットガルト大会に日本代表団体メンバーとして出場。団体2位・日本男子の北京オリンピック出場権獲得に貢献。
2008年北京オリンピック日本代表に選出。8月12日に行われた団体決勝では、日本の銀メダル獲得に貢献した。